# Trimethylstiban
Trimethylstiban ist eine metallorganische Antimonverbindung.

## Darstellung
Trimethylstiban lässt sich aus Ammoniummethylpentafluorosilicat und Antimontrifluorid in wässriger Lösung darstellen.
{\displaystyle {\ce {3 (NH4)2[CH3SiF5] + SbF3 -> (CH3)3Sb + 3 (NH4)2SiF6}}}
Zudem gibt es noch die Möglichkeit zur Herstellung aus Dimethylzink und Antimontrichlorid.
{\displaystyle {\ce {3(CH3)2Zn + 2SbCl3 -> 2(CH3)3Sb + 3ZnCl2}}}
Die Darstellung durch Hydrierung von Trimethylantimon(V)-bromid mit Lithiumborhydrid oder Lithiumaluminiumhydrid ist ebenfalls möglich.
{\displaystyle {\ce {Sb(CH3)3Br2 + 2LiBH4 -> Sb(CH3)3 + H2 + 2LiBr + 2BH3}}}
{\displaystyle {\ce {Sb(CH3)3Br2 + 2LiAlH4 -> Sb(CH3)3 + H2 + 2LiBr + 2AlH3}}}

## Eigenschaften
Trimethylstiban ist eine farblose, leicht oxidierbare, pyrophore Flüssigkeit mit knoblauchartigem Geruch. Sie löst sich gut in Ethanol sowie Diethylether und kaum in Wasser und wird zudem zur Herstellung einer Vielzahl von metallorganischen Verbindungen verwendet.
{\displaystyle {\ce {(CH3)3Sb + Br2 -> (CH3)3SbBr2}}}
{\displaystyle {\ce {(CH3)3Sb + 2HCl -> (CH3)3SbCl2 + H2}}}
{\displaystyle {\ce {(CH3)3Sb + 2Na ->(CH3)2SbNa + CH3Na}}}
{\displaystyle {\ce {2(CH3)3Sb + O2 -> 2(CH3)3SbO}}}
{\displaystyle {\ce {(CH3)3Sb + Fe(CO)5 -> (CH3)3SbFe(CO)4 + CO}}}
{\displaystyle {\ce {2(CH3)3Sb + B2H6 -> 2(CH3)3Sb * BH3}}}
{\displaystyle {\ce {(CH3)3Sb + CH3I -> (CH3)4SbI}}}